# Hugo Ludwig von Below
Hugo Ludwig von Below (27 tháng 10 năm 1824 tại Neumarkt tại Schlesien – 21 tháng 7 năm 1905 tại Oberstdorf) là một Trung tướng quân đội Phổ, đồng thời là Công dân Danh dự (Ehrenbürger) Thành phố Posen. Ông đã từng tham gia nhiều trận đánh lớn nhỏ trong cuộc Chiến tranh Áo-Phổ năm 1866 và cuộc Chiến tranh Pháp-Đức (1870 – 1871).

## Tiểu sử

### Thân thế
Hugo Ludwig sinh vào tháng 10 năm 1824 ở tỉnh Schlesien của Phổ, trong gia đình quý tộc cổ Below. Ông là con trai của Otto Erich Wilhelm von Below (19 tháng 11 năm 1765 tại Korkenhagen – 24 tháng 11 năm 1846 tại Brieg) – một cựu Đại úy, giữ chức vụ Obersteuerkontrolleur – với người vợ của ông này là bà Julie Wilhelmine, nhũ danh von Diericke (16 tháng 12 năm 1789 tại Graditz – 21 tháng 5 năm 1857 tại Brieg).

### Sự nghiệp quân sự
Below nhập học trường thiếu sinh quân Kulm vào tháng 9 năm 1836 và học tại đây trong vòng ba năm, sau đó ông chuyển trường thiếu sinh quân ở Berlin để học thêm hai năm. Vào ngày 12 tháng 8 năm 1841, ông rời trường và nhập ngũ quân đội Phổ với cấp hàm Chuẩn úy trong Trung đoàn Bộ binh số 11. Gần bốn năm sau, vào ngày 18 tháng 3 năm 1845, ông được thăng quân hàm Thiếu úy. Với cấp bậc này, ông được cắt cử đi giảng dạy tại trường thiếu sinh quân Wahlstatt kể từ ngày 1 tháng 5 năm 1851 cho tới ngày 17 tháng 7 năm 1852. Tiếp theo đó, Below được cắt cử sang giảng dạy ở trường thiếu sinh quân Berlin cho đến ngày 3 tháng 4 năm 1855. Về sau đó, ông trở thành sĩ quan phụ tá của tướng von Steinmetz tại đây. Đến ngày 26 tháng 4 năm 1855, Below được đổi sang Trung đoàn Bộ binh số 5 và vào ngày 16 tháng 10 năm 1855, ông được lên chức Trung úy. Tiếp sau đó. vào ngày 1 tháng 3 năm 1858, ông được điều đến Danzig làm một chức Đại đội trưởng trong Tiểu đoàn I của Trung đoàn Dân binh số 5, rồi chuyển đến Stargard thuộc Phổ để đảm nhiệm chức Đại đội trưởng trong Tiểu đoàn III kể từ ngày 1 tháng 2 cho đến ngày 1 tháng 8 năm 1859. Cũng trong thời gian đó, von Below được thăng chức Đại úy vào ngày 31 tháng 5 năm 1859. Với cấp hàm này, ông được đổi sang Trung đoàn Bộ binh số 45 mới được thành lập và tại đây, ông được lãnh một chức Đại đội trưởng vào ngày 19 tháng 9 năm 1860. Sau gần năm năm phục vụ trung đoàn này, Below được điều sang Trung đoàn Bộ binh số 55 và tham gia cuộc Chiến tranh Bảy tuần với Áo và đồng minh Nam Đức vào năm 1866. Ông đã chiến đấu trong biên chế của Tập đoàn quân Main (Mainarmee) trong các trận đánh tại Dermbach ngày 4 tháng 7, Kissingen ngày 10 tháng 7, Lauffach ngày 13 tháng 7, Aschaffenburg ngày 14 tháng 7, Tauberbischofsheim ngày 24 tháng 7 và Gerchsheim ngày 25 tháng 7 và góp phần thực hiện cuộc pháo kích Würzburg ngày 27 tháng 7. Trong chiến dịch này, Đại úy Below đã thể hiện tài năng xuất sắc đến mức mà cấp trên của ông là tướng von Goeben đã yêu cầu phong thưởng cho ông phần thưởng quân sự cao quý nhất của Phổ – Huân chương Thập tự Xanh.
Về sau, Below đã được phong tặng Thập tự Xanh vào ngày 20 tháng 9 năm 1866. Sau khi cuộc chiến tranh chấm dứt, ông được đổi sang Trung đoàn Bắn súng hỏa mai số 80, tại đây ông được giao quyền chỉ huy Tiểu đoàn III ở Weilburg ba tháng sau đó. Với chức vụ Tiểu đoàn trưởng, Below đã chiến đấu cùng với trung đoàn của mình trong cuộc Chiến tranh Pháp-Đức (1870 – 1871). Ông tham gia cuộc tấn công thắng lợi của quân liên minh Phổ-Bayern vào Wissembourg ngày 4 tháng 8 và đóng vai trò quan trọng trong việc tiêu diệt một lữ đoàn thiết kỵ binh của Pháp tại Wœrth vào ngày 6 tháng 8. Tiếp theo đó, ông cũng tham gia trận đánh quyết định ở Sedan vào các ngày 1 – 2 tháng 9 năm 1870, cuộc pháo kích Phalsbourg cùng với trận đánh ở Issy-les-Moulineaux. Trong cuộc vây hãm Paris (1870 – 1871), ông giữ nhiệm vụ chỉ huy tiền đồn, ngoài ra cũng chỉ huy trung đoàn của mình trong một thời gian ngắn tại đây. Vì những thành tích của mình trong chiến dịch ở Pháp, Below được tặng thưởng Huân chương Thập tự Sắt hạng II vào ngày 7 tháng 9 năm 1870 và hạng I vào ngày 28 tháng 9 năm 1871.
Sau khi cuộc chiến tranh chấm dứt với thắng lợi quyết định của người Đức, ông được thăng cấp hàm Thượng tá vào ngày 18 tháng 8 năm 1871 và chỉ huy tiểu đoàn của mình thêm hai năm nữa, rồi được lãnh tạm quyền chỉ huy (Führung) Trung đoàn Bộ binh số 88 Nassau số 2 dưới danh hiệu à la suite vào ngày 12 tháng 7 năm 1873. Vào ngày 2 tháng 9 năm 1873, ông được lên cấp bậc Đại tá, không lâu sau đó ông được thụ phong chức Trung đoàn trưởng vào ngày 14 tháng 2 năm 1874. Do thính giác ngày càng kém, Đại tá Below buộc phải từ bỏ quyền chỉ huy trung đoàn của mình vào ngày 1 tháng 10 năm 1876 và, trong quân phục của trung đoàn, ông được chuyển sang ngạch Sĩ quan Trừ bị (Offizieren von der Armee). Tiếp theo đó, vào ngày 19 tháng 10 năm 1877, ông được ủy nhiệm làm trấn thủ Glogau và được phong cấp bậc Danh dự (Charakter) Thiếu tướng hai năm sau đó. Theo sự đề cử và thỉnh cầu của Tướng tư lệnh Quân đoàn V là Alexander von Pape, Below nhậm chức trấn thủ Posen vào ngày 30 tháng 3 năm 1881. Đồng thời, ông cũng được cấp văn bằng (Offizierspatent) chính thức phong ông chức Thiếu tướng. Vì những cống hiến của mình, ông được trao tặng Huân chương Đại bàng Đỏ hạng II kèm theo Bó sồi vào ngày 13 tháng 9 năm 1882.
Do thính giác của Below ngày càng suy giảm và một cuộc đối thoại với ông là hết sức khó khăn, ông xin từ chức vào ngày 14 tháng 4, và được phong quân hàm Danh dự Trung tướng đồng thời xuất ngũ (zur Disposition, rời ngũ nhưng sẽ được triệu hồi khi có chiến tranh) với một khoản lương hưu.
Vào ngày 11 tháng 6 năm 1885, ông được công nhận quyền Công dân Danh dự của Thành phố Posen. Chưa hết, để ghi nhận những cống hiến lâu dài của ông cho quân đội, Vua Phổ còn ban tặng cho ông Ngôi sao đính kèm vào Huân chương Vương miện hạng II vào ngày 18 tháng 1 năm 1896.
Từ năm 1892 cho đến khi qua đời, Below là trưởng ban biên tập báo Deutschen Soldatenhortes. Ông từ trần vào ngày 21 tháng 7 năm 1905 tại Oberstdorf.

### Gia đình
Vào ngày 6 tháng 4 năm 1856, tại Cosel, Below thành hôn với bà Alexandra Ludowika Friederike von Lupinski (30 tháng 9 năm 1827 tại Gnesen – 2 tháng 2 năm 1898 tại Berlin-Steglitz). Cuộc hôn nhân đã mang lại cho họ những người con sau đây:
- Otto Ernst Vinzent Leo (18 tháng 1 năm 1857 tại Danzig – 9 tháng 3 năm 1944 tại Besenhausen), Thượng tướng Bộ binh Phổ
- Elsbeth (sinh vào ngày 18 tháng 10 năm 1860 tại Danzig)
- Gertrud Leontine Therese (sinh vào ngày 3 tháng 7 năm 1861 tại Graudenz)
- Hans Vinzent Stanislaus (27 tháng 6 năm 1862 tại Graudenz – 6 tháng 8 năm 1933 tại Waynesville/Hoa Kỳ), Trung tướng Phổ
- Anna Margarete Helene (6 tháng 9 năm 1867 tại Weilburg) ∞ Tiến sĩ Karl Siegismund (1861 – 1932), THam vấn (Kommerzienrat) và nhà xuất bản sách
- Günther Friedrich Wilhelm (sinh vào ngày 26 tháng 10 năm 1868 tại Weilburg), cựu Đại tá Phổ và Hiệp sĩ Danh dự Huân chương Thánh Johann